# Lionel Rotcage
Lionel Rotcage, né Lionel Rotcajg le 13 août 1948 à Paris où il est mort le 26 septembre 2006, est un journaliste et homme d'affaires français.

## Biographie
Fils de la chanteuse Régine et de Paul Rotcage, commerçant dans le textile, il est mis en pension à Sens, puis en Suisse à l'Aiglon College. Il quitte l'école à 14 ans et part vivre chez son père, puis lorsqu'il a 17 ans, chez sa mère à Paris. Il découvre sa vocation de journaliste à 14 ans et devient reporter à Paris-Match avant ses 18 ans. Il voyage en Amazonie, en Grèce, avant de découvrir qu'un de ses reportages a été repris, et surtout en partie censuré, dans la version internationale du Nouvel observateur. Écœuré, il reprend, un certain temps, l'entreprise paternelle de textile, avec succès.
En 1971, Lionel Rotcage perd son fils de 11 mois dans un accident de voiture et part alors au Kerala, chez les Indiens du Nouveau-Mexique, chez les Touaregs et les Dogons[réf. nécessaire].
Dans les années 1970, il collabore simultanément à plusieurs journaux (Libération, Rock & Folk, Le Matin de Paris), dirige Le Monde de la Musique et Le Quotidien du Médecin. En 1978, il présente pour Europe 1 le Festival de Jazz de Montreux. En 1988, il monte avec Marshall Chess l'édition française du magazine Rolling Stone, et dirige un temps le magazine économique Challenges.
Il épouse en secondes noces la fille du cinéaste John Boorman, Telsche Boorman, née en 1959 à Londres, qui meurt à Paris le 11 février 1996. Ils ont eu ensemble une fille, Daphné, née en 1988. Lionel Rotcage se remarie avec la femme d'affaires et artiste Sylvie Bezançon (ancienne épouse de Claude Perdriel) et doit, pour cette raison, démissionner du magazine économique Challenges.
Il a été responsable de l'antenne française de l'association Band Aid. En 1985, à la faveur d'un concert pour l’Éthiopie, il rencontre Daniel Balavoine, ainsi que France Gall, Michel Berger, Jean-Jacques Goldman et Richard Berry. Tous sensibles à l'action humanitaire, ils créent, à la fin de 1985, l'association Action Écoles. Il participe à plusieurs missions humanitaires (notamment avec Bernard Kouchner en Yougoslavie).
Il meurt le 26 septembre 2006 à l'âge de 58 ans, dans le 12e arrondissement de Paris d'un cancer du poumon.

## Publications
- Régine Zylberberg, À toi Lionel, mon fils…, Paris, Éditions Flammarion, 20 janvier 2010, 307 p. (ISBN 978-2-08-122260-1)
- Rolling Stone no 4, aux éditions du Pendulum Pré (1988).
- Rolling Stone no 15, chez le même éditeur (1989).